# 文峪河
文峪河，位于中华人民共和国山西省中部的一条河流，为汾河右岸支流，也是汾河最大的一条支流。源头称庞泉沟，发源于吕梁市交城县西北关帝山主峰孝文山南麓，自西北向东南，流经庞泉沟镇、会立乡、西社镇等地后注入交城县与文水县交界处的文峪河水库，出库后东南流至开栅镇西南转南流，经文水县城凤城镇、北张乡，于西槽头乡以西转西南，流入汾阳市，于汾阳市肖家庄镇以西再转南流，经孝义市东部，于孝义市梧桐镇南姚村东南汇入汾河。河长158.6千米，流域面积4034.57平方千米。年均径流量1.74亿立方米，流量有逐渐减小的趋势。